# Dolmen de Gurpide Norte
El dolmen o menhir de Gurpide Norte es un monumento megalítico funerario ubicado en el concejo de Katadiano, dentro del municipio de Kuartango, perteneciente a la provincia de Álava. Este dolmen forma parte del patrimonio cultural vasco, en la categoría de conjunto monumental.

## Localización
Este dolmen esta a escasa distancia del dolmen de San Sebastián Norte y del de San Sebastián Sur, y tan sólo 100 metros del dolmen de Gurpide Sur.

## Historia
La antigüedad   de esta arquitectura megalítica es de hace unos 5000 años. Fue descubierto por José Miguel de  Barandiarán, en el año 1955, y excavado por José María Apellaniz en 1962.  En el año 2018, se realizó una excavación en este monumento megalítico por Diputación Foral de Álava, que finalizó  en 2023. En esta fecha se consolidaron las cámaras  los cuatro dólmenes de Kuartango para garantizar la estabilidad de las losas y se protegieron y aseguraron las zonas más problemáticas.
Entre los materiales recuperados en la excavación de este dolmen, destacan un fragmento de ídolo-espátula, un pieza de hueso con sección cuadrangular y decoraciones incisas, sobre este elemento, Apellaniz  Castroviejo realizó una minuciosa investigación. También se encontraron algunos fragmentos de cerámica. Los restoshumanos hallados estaban revueltos y rotos.
La provincia de Álava es la más completa de España desde el punto de vista megalítico. La variedad es la característica de este megalitismo.

## Descripción
Es difícil reconocer este elemento como un dolmen, ya que sólo conserva tres losas: una de gran tamaño y caída, y otras dos menores clavadas en el terreno en posición vertical. El túmulo, sin embargo, todavía permanece marcado sobre el terreno, aunque muy transformado. De planta casi circular, su eje más largo (E-W) mide 17,30 metros.
Del conjunto megalítico de Kuartango, éste parece el monumento que presenta peor estado de conservación. Si bien la bibliografía señala cómo debió ser un sepulcro de corredor, lo único que se puede observar de la cámara funeraria es una losa de excepcionales dimensiones (3,10 m x 1,18 m y 0,25 m de grosor) echada en posición horizontal, en el lugar que se calcula que debería localizarse la cámara, ya que próxima a ella se observan las dos losas de pequeñas dimensiones hincadas en el terreno en posición vertical.